# Gwadars hamn

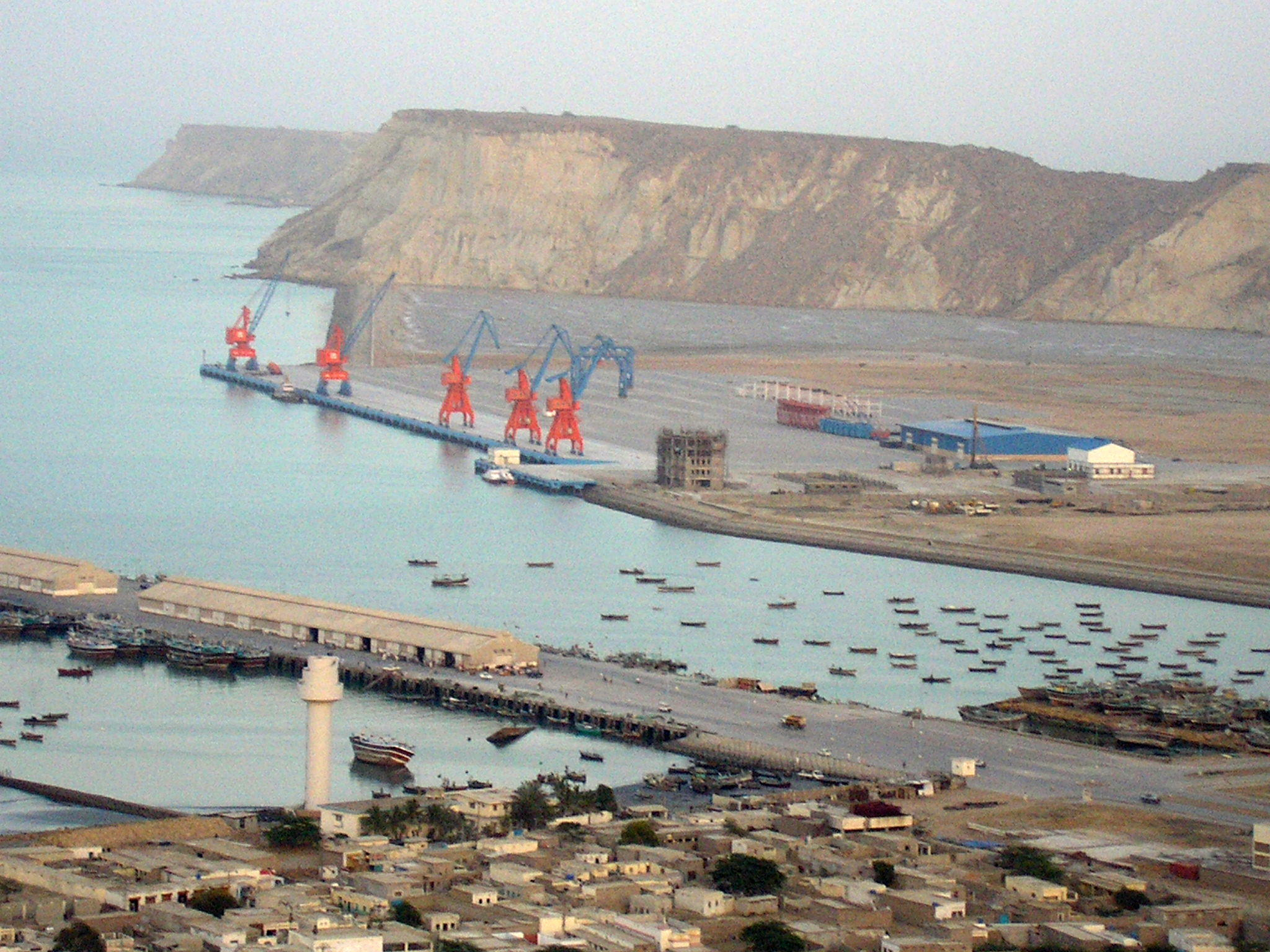
Gwadars hamn mot nordväst

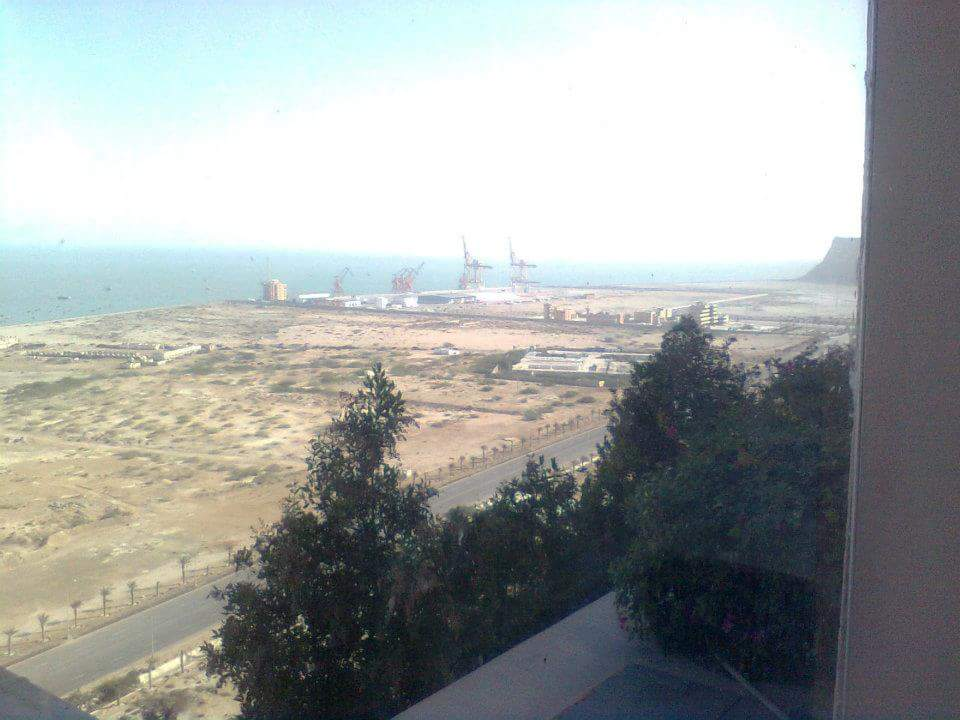
Gwadars hamn mot väster

Gwadars hamn är en djuphamn vid Arabiska sjön i Gwadar i Baluchistan i Pakistan. Hamnen är en viktig del av China–Pakistan Economic Corridor-projektet (CPEC) och är en länk mellan de båda kinesiska Ett bälte, en väg- och Silkesvägen till havsprojekten. Gwadars hamn ligger 533 kilometer från Pakistans största stad Karachi, och ungefär 120 kilometert från gränsen till Iran. Avståndet till Oman är 380 kilometer och den ligger vid sjövägarna till och från Persiska viken. Den är också den närmaste hamnen till Afghanistan.
År 2007 invigdes en djuphamn efter fyra års byggnadsarbeten. År 2015 tillkännagavs att staden och hamnen skulle utvecklas vidare under China-Pakistan Economic Corridor-projektet med syfte att länka samman norra Pakistan och västra Kina med en djuphamn. I slutet av 2015 hyrdes hamnen ut till Kina på 43 år, till 2059.

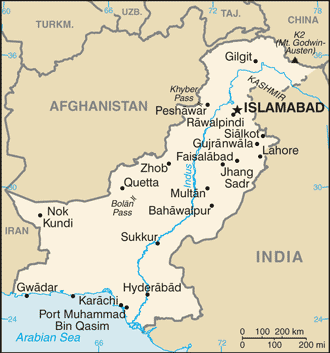
Gwadars hamn ligger i sydvästra Pakistan nära gränsen till Iran.

## Bakgrund
Pakistan intresserade sig för Gwadar som hamnlokalisering redan 1954, då Gwadar fortfarande låg under Oman. Pakistan engagerade då United States Geological Survey att närmare utreda landets kust. Geological Survey bedömde i detta uppdrag Gwadar som en lämplig hamnplats. Efter underhandlingar under fyra år köpte Pakistan 1958 enklaven Gwadar av Oman, efter det att området under 400 år lytt under Oman.
År 1992 färdigställdes en mindre hamn i Gwadar och ett förslag om att bygga en djuphamn lades fram 1993. Anläggandet av den första etappen startade 2002 efter ett avtal med Kina år 2001.

## Anläggande
Gwadars hamn byggdes ut i två etapper. Den första etappen omfattade byggandet av en 682 meter lång kaj med tre kajplatser med lastnings- och lossningsutrustning och en anknuten hamninfrastruktur. Denna etapp genomfördes 2002–december 2006. Till hamnen muddrades en 4,5 kilometer lång farled med 12,5 meters djup.
Den andra fasen genomförs som en del av China Pakistan Economic Corridor-projektet.. Den pakistanska senaten uttryckte i september 2018 bekymmer över den långsamma genomförandetakten av den andra etappen, mot bakgrund av att vid denna tidpunkt flera projekt ännu inte påbörjats.
I den andra etappen ingår muddring av farleden till hamnen till 14,5 meters djup. Kompletterande infrastrukturprojekt ska också genomföras som en del av China-Pakistan Economic Corridor-projektet, bland annat en avsaltningsanläggning för att förse staden med dricksvatten och 19 kilometer lång motorväg mellan hamnen och den befintliga Makran Coastal Highway samt New Gwadar International Airport. Ytterligare planer har lagts upp för att anlägga fyra containerkajplatser längs 3,2 kilometers kajlängd, en bulklastterminal för användning av fartyg upp till 100.000 ton, en sädesterminal, en Ro-Roterminal, två oljeterminaler med kapacitet för två fartyg på vardera 200.000 dödviktston, en terminal för LNG samt en industrizon.

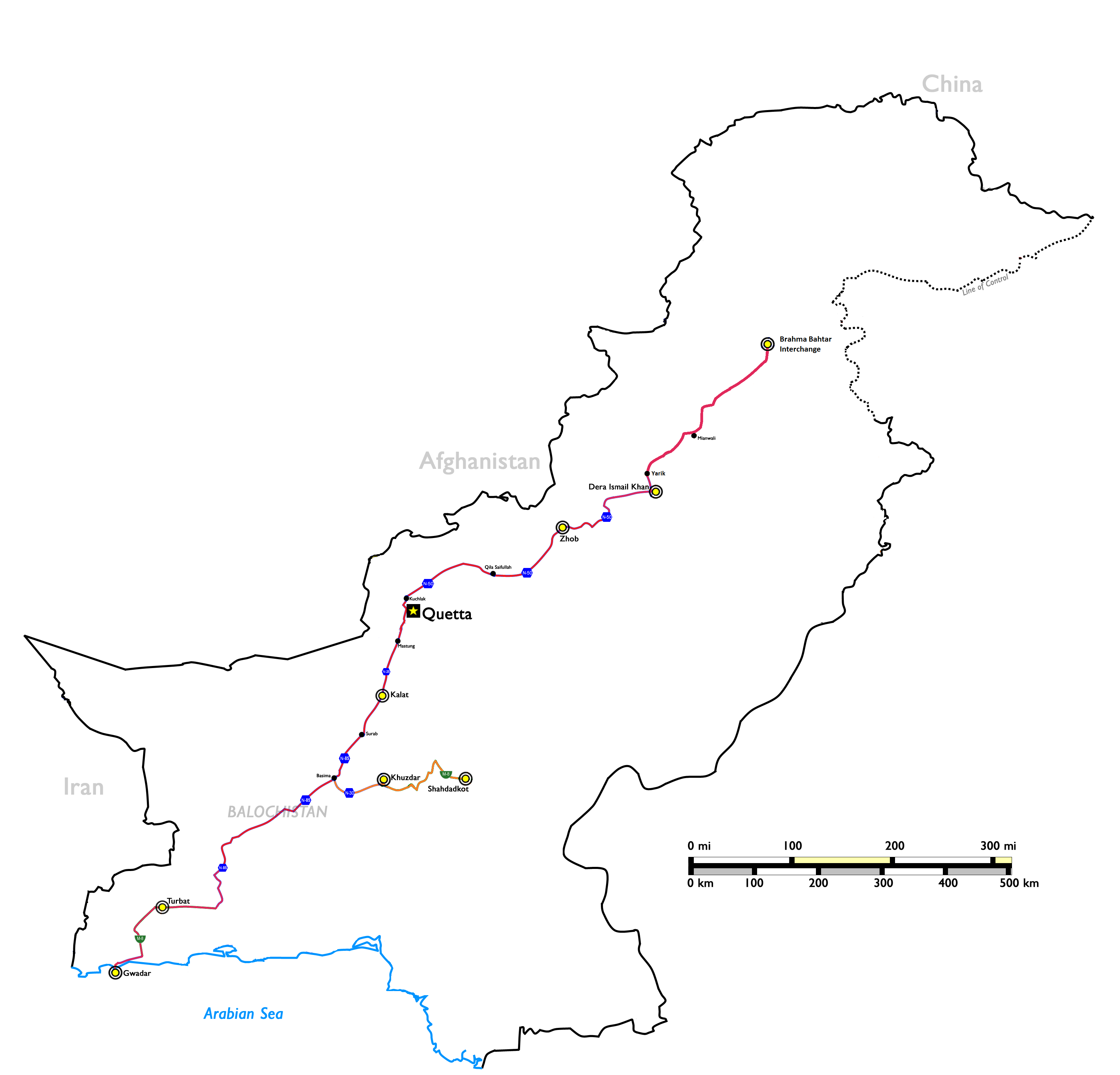
Den västra anslutningen av China-Pakistan Economic Corridor anges av den röda linjen. Den 1.153 kilometer långa rutten länkar samman motorväg M1 nära Islamabad med Gwadars hamn.

## Gwadars Special Economic Zone
I närheten av hamnen planeras en industri-/frihandelszon av kinesisk modell. Marken hyrdes ut på 45 år till China Overseas Port Holding Company i november 2015 och bygget påbörjades i juni 2016. Saudiarabien ställde 2010 ett löfte om att bygga ett oljeraffinaderi i Gwadars hamn till 2019.
Gwadars hamn ägs av statliga Gwadar Port Authority. Efter genomförandet av den första etappen ingicks ett driftsavtal på 40 år med Port of Singapore Authority. Efter allehanda problem, framför allt bristande genomförande av löften från pakistansk sida, ersattes Singapores hamn som driftspartner 2013 av China Overseas Port Holding Company.